# USS Erben (DD-631)
USS Erben (DD-631) là một tàu khu trục lớp Fletcher được Hải quân Hoa Kỳ chế tạo trong Chiến tranh Thế giới thứ hai. Nó là chiếc tàu chiến duy nhất của Hải quân Mỹ được đặt theo tên Chuẩn đô đốc Henry Erben (1832–1909), người tham gia cuộc Nội chiến Hoa Kỳ và cuộc Chiến tranh Tây Ban Nha-Hoa Kỳ. Nó hoạt động cho đến hết Thế Chiến II, được cho xuất biên chế năm 1946, nhưng được tái biên chế trở lại năm 1951 để hoạt động trong Chiến tranh Triều Tiên, và tiếp tục phục vụ cho đến năm 1958. Con tàu được chuyển cho Hàn Quốc và hoạt động như là chiếc ROKS Chung Mu (DD-91) cho đến khi bị tháo dỡ. Erben được tặng thưởng sáu Ngôi sao Chiến trận do thành tích phục vụ trong Thế Chiến II, và thêm bốn Ngôi sao Chiến trận khác khi hoạt động tại Triều Tiên.

## Thiết kế và chế tạo
Erben được đặt lườn tại xưởng tàu của hãng Bath Iron Works ở Bath Maine vào ngày 28 tháng 10 năm 1942. Nó được hạ thủy vào ngày 21 tháng 3 năm 1943; được đỡ đầu bởi bà C. B. G. Gaillard, con gái đô đốc Erben; và nhập biên chế vào ngày 28 tháng 5 năm 1943 dưới quyền chỉ huy của Hạm trưởng, Trung tá Hải quân J. H. Nevins, Jr.

## Lịch sử hoạt động

### Thế Chiến II

#### 1943
Khởi hành từ Boston, Massachusetts, Erben đi đến Trân Châu Cảng vào ngày 2 tháng 10 năm 1943, nơi nó gia nhập Đệ Ngũ hạm đội và huấn luyện tại khu vực quần đảo Hawaii. Vào ngày 1 tháng 11, đang khi thực tập cùng một tàu sân bay, nó đã cứu vớt một phi công bị rơi. Con tàu rời Trân Châu Cảng vào ngày 8 tháng 11, gặp gỡ một đội đặc nhiệm tàu sân bay vào ngày 15 tháng 11 để hộ tống chúng trong hoạt động không kích chuẩn bị lên quần đảo Gilbert, nhiều lần cứu vớt các phi công bị rơi máy bay hay hết nhiên liệu. Khi lực lượng Thủy quân Lục chiến đổ bộ lên Tarawa vào ngày 20 tháng 11, nó tiếp tục hộ tống các tàu sân bay tung ra các đợt không kích, và cung cấp hỏa lực phòng không bảo vệ khi đội đặc nhiệm bị 13 máy bay ném bom-ngư lôi Nhật Bản tấn công vào lúc xế chiều. Nó lại phải chống trả các đợt không kích khác của đối phương khi đội đặc nhiệm rút lui tại quần đảo Marshall vào ngày 4 tháng 12.

#### 1944
Erben được tiếp liệu tại Trân Châu Cảng trước khi lên đường vào ngày 21 tháng 12 năm 1943 để hướng đến Funafuti, nơi nó thực hành cùng đội hỗ trợ được tập trung cho Chiến dịch quần đảo Marshall. Nó khởi hành vào ngày 23 tháng 1 năm 1944, và đến ngày 29 tháng 1 đã tham gia bắn phá Taroa và Wotje. Sang ngày hôm sau, nó truy lùng tàu bè đối phương ngoài khơi Maloelap, bắn vào một tàu đánh cá bị mắc cạn, và sang ngày 31 tháng 1, khi diễn ra cuộc đổ bộ chính, nó cung cấp hỏa lực hỗ trợ cho binh lính trên bờ. Chiếc tàu khu trục cũng nhiều lần bắn phá ban đêm và bắn pháo quấy rối, rồi từ ngày 2 tháng 2 đã hoạt động ngoài khơi Majuro, làm nhiệm vụ tuần tra.
Erben quay trở về Guadalcanal vào ngày 17 tháng 3, và sau khi hộ tống các đoàn tàu chở quân đi đến mũi Torokina, đã chuẩn bị tại vịnh Milne cho chiến dịch tiếp theo tại Hollandia. Nó đã hộ tống các tàu sân bay trong các phi vụ hỗ trợ các cuộc đổ bộ tại Aitape và Hollandia trong suốt tháng 4. Trong phần lớn thời gian của tháng 5, nó thực hành huấn luyện tại New Hebrides và quần đảo Russell; rồi đến ngày 8 tháng 6, nó đi đến Kwajalein để tập trung chuẩn bị cho Chiến dịch quần đảo Mariana. Từ khi khởi hành cùng các tàu sân bay vào ngày 12 tháng 6, cho đến khi quay trở về Eniwetok vào ngày 4 tháng 8, nó ở liên tục ngoài biển để bảo vệ cho các tàu sân bay khi chúng tung các cuộc không kích chuẩn bị, hỗ trợ cho các cuộc đổ bộ, giành một chiến thắng quyết định trong Trận chiến biển Philippine, cũng như bảo vệ phòng không và chống tàu ngầm cho lực lượng tấn công.
Từ Eniwetok, Erben quay trở về khu vực quần đảo Hawaii cho một tháng đại tu ngắn và huấn luyện, trước khi lại lên đường đi đảo Manus. Từ đây, nó khởi hành vào ngày 14 tháng 10 để hộ tống các tàu vận chuyển tham gia cuộc đổ bộ lên Leyte vào ngày 20 tháng 10. Nó làm nhiệm vụ tuần tra và bảo vệ phòng không cho các tàu vận chuyển cho đến ngày 24 tháng 10; rồi trong khi diễn ra trận Hải chiến vịnh Leyte, nó lên đường đi vịnh Humboldt để bảo vệ cho các tàu đổ bộ LST rút lui. Chiếc tàu khu trục quay trở lại Leyte vào ngày 14 tháng 11 cùng một đoàn tàu vận tải lực lượng tăng viện, rồi lên đường ngay ngày hôm đó để đi ngang qua Manus, Majuro và Trân Châu Cảng, trong hành trình quay trở về vùng bờ Tây để đại tu.

#### 1945

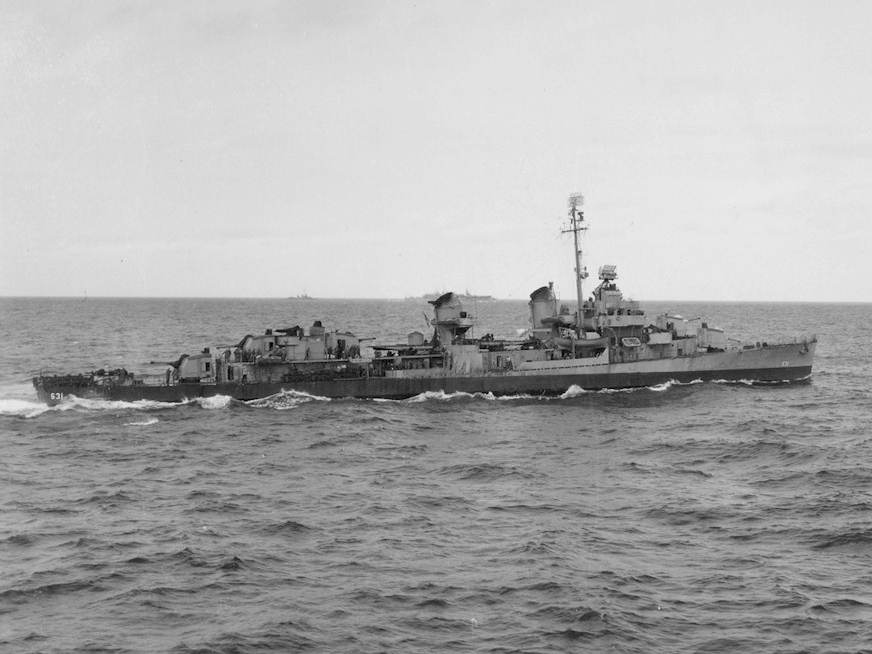
Erben trên đường đi, tháng 9 năm 1945.

Erben quay trở lại hoạt động vào ngày 15 tháng 3 năm 1945, khi nó hẹn gặp gỡ ngoài khơi Ulithi cùng lực lượng đặc nhiệm tàu sân bay nhanh cho chiến dịch không kích lên Kyūshū và Okinawa. Trong những đợt không kích vào các ngày 26 và 30 tháng 3, nó đã cứu vớt tổng cộng bốn phi công bị bắn rơi. Các cuộc bắn phá Okinawa lên đến đỉnh điểm trong cuộc đổ bộ lên đảo này vào ngày 1 tháng 4, và chiếc tàu khu trục đã tiếp tục hộ tống các tàu sân bay khi chúng hoạt động ngoài khơi hòn đảo trong hai tháng tiếp theo. Nó dựng hàng rào hỏa lực phòng không đánh đuổi các đợt tấn công cảm tử Kamikaze, cứu vớt những người sống sót từ các tàu bị hư hại, bắn phá các mục tiêu trên bờ, và giải cứu những phi công bị bắn rơi. Vào các ngày 3 và 23 tháng 5, nó hai lần cứu vớt đội bay ba người từ tàu sân bay Randolph (CV-15).
Trong suốt tháng 6, Erben có mặt tại vịnh Leyte để sửa chữa thiết bị sonar và thực tập, rồi lên đường vào ngày 1 tháng 7 để tham gia các cuộc ném bom và bắn phá xuống chính quốc Nhật Bản, tuần tra dẫn trước đội hình chính nhằm đảm bảo máy bay đối phương không bám theo máy bay quay trở về tàu sau khi tấn công. Đang khi đánh phá nhà máy thép tại Kamaishi vào ngày 9 tháng 8, hải pháo của nó đã đánh chìm hai tàu buồm đối phương. Chiếc tàu khu trục tiếp tục hoạt động cùng các tàu sân bay ngoài khơi Nhật Bản cho đến ngày 15 tháng 9, khi nó tiến vào vịnh Tokyo để tiếp liệu, rồi lên đường đi Okinawa vào ngày 1 tháng 10 để đón hành khách và quay trở về Long Beach, California vào ngày 21 tháng 10. Chiếc tàu khu trục được cho xuất biên chế vào ngày 31 tháng 5 năm 1946 và được đưa về lực lượng dự bị.

### Chiến tranh Triều Tiên
Do nhu cầu mở rộng hạm đội sau khi Chiến tranh Triều Tiên bùng nổ, Erben được cho nhập biên chế trở lại vào ngày 19 tháng 5 năm 1951, rồi khởi hành từ cảng nhà vào ngày 27 tháng 8 để đi sang Yokosuka, Nhật Bản. Nó tham gia lực lượng khu trục hộ tống chống tàu ngầm cho các tàu sân bay thuộc Lực lượng Đặc nhiệm 77, và vào cuối tháng 9 và tháng 10 đã bắn phá các mục tiêu trên bờ tại khu vực Songjin-Chongjin, cắt đứt các tuyến đường liên lạc và tiếp liệu đối phương. Vào ngày 9 tháng 10, nó cứu vớt một người dân Bắc Triều Tiên đào thoát khỏi khu vực Cộng sản chiếm đóng trên một xuồng nhỏ. Sau khi tham gia tập trận chống tàu ngầm ngoài khơi Okinawa, nó quay lại nhiệm vụ bảo vệ, cứu một phi công bị bắn rơi vào ngày 2 tháng 12; rồi tham gia cùng tàu tuần dương hạng nhẹ Manchester (CL-83) bắn phá dọc bờ biển phía Tây, đi sang bờ biển phía Đông để hỗ trợ hỏa lực cho lực lượng trên bờ.
Erben quay trở về San Diego để đại tu vào ngày 21 tháng 3 năm 1952. Nó lại lên đường vào ngày 1 tháng 11 để nhận nhiệm vụ ngoài khơi Triều Tiên; và ngoài các hoạt động thường lệ, con tàu viếng thăm Đài Loan và Hong Kong, cũng như hoạt động cùng các tàu chiến Hải quân Hoàng gia Anh. Nó quay trở về San Diego vào ngày 1 tháng 6 năm 1953; và trong năm năm hoạt động tiếp theo, nó còn được bố trí bốn lượt phục vụ tại Viễn Đông, tham gia tuần tra eo biển Đài Loan và hoạt động cùng các tàu sân bay thuộc Đệ Thất hạm đội.
Erben khởi hành vào ngày 8 tháng 6 năm 1957 để đi sang khu vực Tây Thái Bình Dương, đi đến Trân Châu Cảng vào ngày 14 tháng 6 và ở lại cho đến ngày 16 tháng 6, nơi nó được sửa chữa nhỏ. Nó đi đến Midway vào ngày 23 tháng 6, và ghé cảng Yokosuka từ ngày 29 tháng 6 đến ngày 6 tháng 7. Chiếc tàu khu trục đi đến Yokohama, Nhật Bản vào ngày 6 tháng 7, ở lại đây cho đến ngày 8 tháng 7, ghé qua Naha, Okinawa vào ngày 13 tháng 7 và Cao Hùng, Đài Loan vào ngày 17 tháng 7. Nó lại thả neo trong cảng Cao Hùng từ ngày 26 đến ngày 28 tháng 7, và tại Yokosuka vào ngày 1 tháng 8 năm 1957.
Erben lại được cho xuất biên chế vào ngày 27 tháng 6 năm 1958 và đưa về lực lượng dự bị.

### Phục vụ Hải quân Hàn Quốc

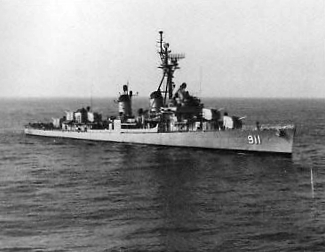
ROKS Chung Mu (DD-911) vào năm 1982

Chiếc tàu khu trục được chuyển cho chính phủ Nam Triều Tiên vào ngày 16 tháng 5 năm 1963, nơi nó được đổi tên thành ROKS Chung Mu (DD-91). Đến năm 1979, Hải quân Cộng hòa Hàn Quốc đổi ký hiệu lườn thành 911, và từ năm 1983 nó phục vụ như một tàu huấn luyện cố định. Người ta tin rằng hiện nó đã bị tháo dỡ.

## Phần thưởng
Erben được tặng thưởng sáu Ngôi sao Chiến trận do thành tích phục vụ trong Thế Chiến II, và thêm bốn Ngôi sao Chiến trận khác khi hoạt động tại Triều Tiên.